# ويليام فلين (مدير فني)
ويليام فلين (بالإنجليزية: William Flynn)‏ هو مدير فني أمريكي، ولد في 1896، وتوفي في 9 أكتوبر 1958 في موريستاون في الولايات المتحدة.